# Доберсдорф
Доберсдорф (њем. Dobersdorf) општина је у њемачкој савезној држави Шлезвиг-Холштајн. Једно је од 84 општинска средишта округа Плен. Према процјени из 2010. у општини је живјело 1.156 становника. Посједује регионалну шифру (AGS) 1057016.

## Географски и демографски подаци
Доберсдорф се налази у савезној држави Шлезвиг-Холштајн у округу Плен. Општина се налази на надморској висини од 25 метара. Површина општине износи 21,9 km². У самом мјесту је, према процјени из 2010. године, живјело 1.156 становника. Просјечна густина становништва износи 53 становника/km².